# Enyo boisduvali
Enyo boisduvali is een vlinder uit de familie van de pijlstaarten (Sphingidae). De wetenschappelijke naam van de soort werd in 1904 gepubliceerd door Charles Oberthur.